# 中国科教电影电视协会
中国科教电影电视协会是中华人民共和国科教电影、电视工作者组成的群众性学术团体，是中国科学技术协会主管的社会团体，1986年7月28日在北京市成立。